# Certifer
 (août 2018).
Si vous disposez d'ouvrages ou d'articles de référence ou si vous connaissez des sites web de qualité traitant du thème abordé ici, merci de compléter l'article en donnant les références utiles à sa vérifiabilité et en les liant à la section « Notes et références ».

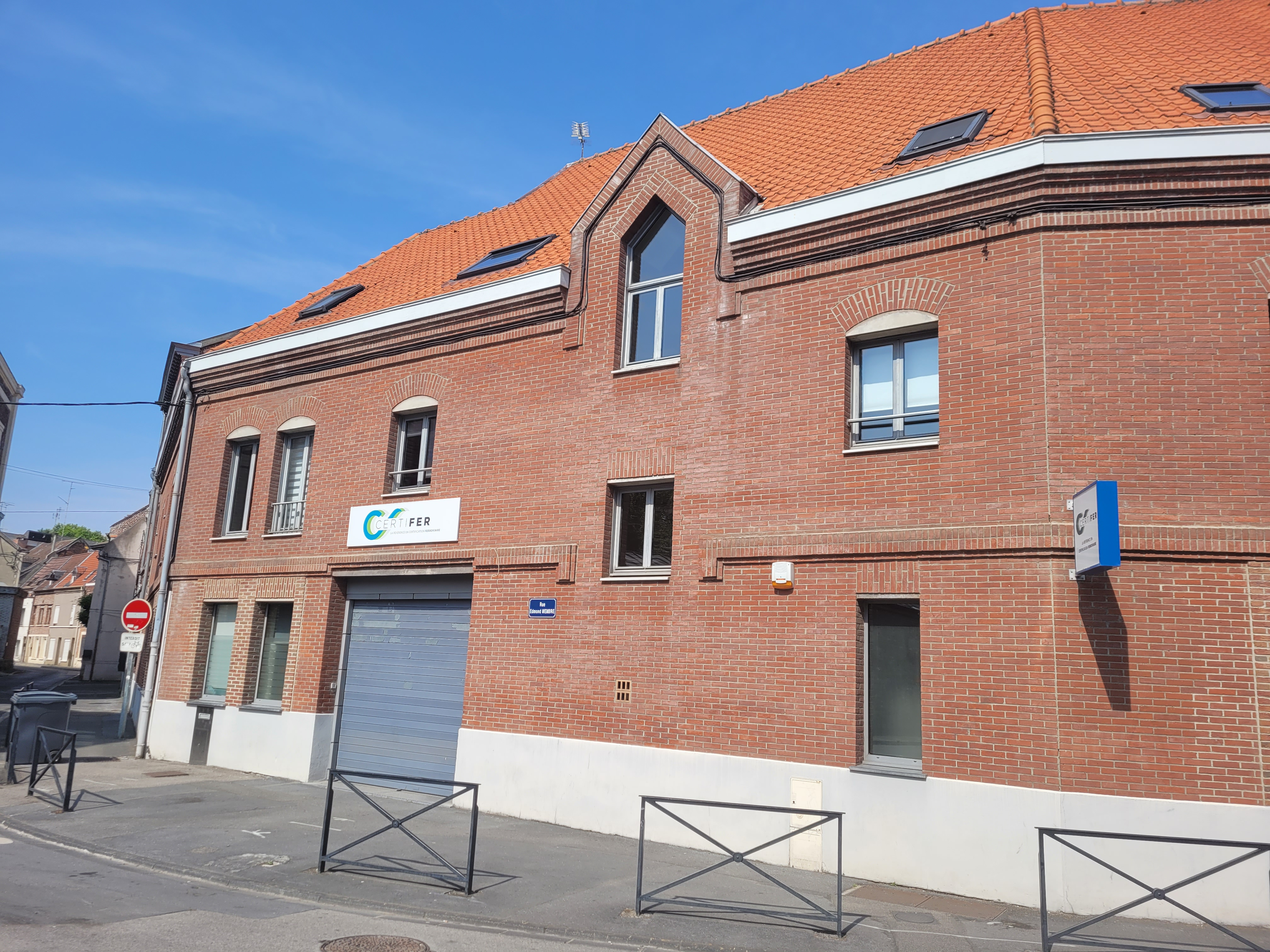
Le siège à Valenciennes en 2022.

Certifer est une agence française de certification ferroviaire créée en 1997 sous le statut d’association loi de 1901.
Certifer exerce dans l'évaluation de la sécurité (certification et inspection) des systèmes ferroviaires et de transports guidés. Son rôle est de vérifier la conformité des systèmes de transport guidés, notamment les transports ferroviaires, à la législation en vigueur française et / ou européenne.

## Histoire
À l'initiative de l'État français avec le Ministère des Transports et de l'Équipement, l'association est créée en février 1997. Lors de l'assemblée constitutive, on trouve les représentants des organismes membres fondateurs, l'Institut national de recherche sur les transports et leur sécurité (INRETS), la Fédération des industries ferroviaires (FIF), la Régie autonome des transports parisiens (RATP) et la Société nationale des chemins de fer français (SNCF).
En janvier 1998, deux nouveaux membres adhèrent à l'association, l'Union des transports publics et ferroviaires, et Réseau ferré de France.
Le but de Certifer était la création d’un organisme tierce partie d’évaluation de conformité représentatif des compétences en transports guidés existantes sur le plan national.
Pour cette raison, le statut d’association loi de 1901 est retenu ; des parties prenantes du secteur des transports guidés (gestionnaires de l’infrastructure, exploitants, industriels, organismes d’expertises) sont présents au sein de son conseil d’administration.
En janvier 2012, Certifer ouvre sa première entreprise à l’étranger en Algérie.
Depuis janvier 2013, Steamcert rejoint le groupe Certifer. Ainsi, les missions d’évaluations réglementaires (NoBo, DeBo, ISA) concernent la France, la Belgique, le Luxembourg et l'Italie.
Depuis 2017, Belgorail devient une filiale de Certifer. En 2021, elle annonce le rachat de la société hollandaise HHC/DRS
En octobre 2013, Trames urbaines intègre le groupe Certifer. La société est un organisme qualifié agréé dans le domaine technique « Insertion urbaine des tramways » (domaine « e »). La société Trames urbaines est accréditée par le Comité français d’accréditation (COFRAC) selon la norme NF EN ISO/CEI 17020 et satisfait aux règles d’application du COFRAC en tant qu’organisme de type A.
Certifer ayant des activités d’Organisme certificateur et d’organisme d'inspection, l'association ne peut avoir d’activité de conseil et à ce titre ne peut participer aux études et développements de produit.

## Activités
L'extrait des statuts de Certifer donné ci-dessous présente les différents points constituant son objet :
« L’Association a pour objet, aux plans national, européen et international, pour le domaine spécifique des transports guidés, et notamment ferroviaires :
- d’évaluer la conformité aux textes législatifs et réglementaires, spécifications techniques, normes ou tout autre référentiel :

1. des produits, sous-systèmes ou systèmes et de leur mode d’utilisation ;
2. des services et de leur mode de réalisation... »

L’évaluation peut porter sur tout ou partie du cycle de vie d’un produit, système ou sous-système (conception, production, essais, réception) ainsi que sur un processus (organisation, plan qualité, plan FMDS, méthodes et outils de développement et de tests, procédures d’exploitation et de maintenance) de la vie du produit.
Cela recouvre :
1. l’évaluation de produits banalisés avec ou sans caractéristiques spécifiques (ne sont pas en tant que tels propres aux transports guidés, mais doivent démontrer des performances spécifiques lorsqu’ils sont utilisés dans ce domaine) ;
2. l’évaluation de produits spécifiques aux applications de transports guidés.

Le domaine des transports guidés peut être subdivisé en systèmes ou sous-systèmes correspondants :
- soit à des domaines de nature structurelle : infrastructure / énergie / contrôle-commande et signalisation / matériel roulant / insertion urbaine
- soit à des domaines de nature fonctionnelle :  maintenance /  exploitation

Les activités de Certifer portent sur l’ensemble de ces secteurs ainsi que sur l’approche système.